# 石井正美
石井 正美（いしい まさよし、1895年（明治28年）12月1日 - 1954年（昭和29年）5月4日）は、日本の陸軍軍人。最終階級は陸軍少将。

## 経歴
千葉県出身。陸軍中央幼年学校予科、中央幼年学校を経て、1918年（大正7年）5月、陸軍士官学校（30期）を卒業。同年12月、工兵少尉に任官し近衛工兵大隊付となる。1921年（大正10年）11月、陸軍砲工学校高等科（27期）を卒業し、1927年（昭和2年）12月、陸軍大学校（39期）を卒業して近衛工兵大隊中隊長に就任。
1929年（昭和4年）12月、参謀本部員となり、ドイツ駐在、ドイツ大使館付武官補佐官、陸大教官、ドイツ大使館付武官補佐官（再任）、陸大教官などを務め、1939年（昭和14年）3月、工兵大佐に昇進した。
1941年（昭和16年）6月、第23軍参謀に発令され日中戦争に出征。大本営付を経て、1941年11月、南方軍参謀に任じられ太平洋戦争に出征した。1943年（昭和18年）3月、陸軍少将に進み陸大教官に転じた。1944年（昭和19年）7月、第36軍参謀長に就任し、第11方面軍参謀長、陸大幹事を経て、1945年（昭和20年）8月15日、第1総軍参謀副長に発令された。同年10月、第1復員参謀副長となり、同年12月、予備役に編入された。
1947年（昭和22年）11月28日、公職追放仮指定を受けた。

## 著作
訳書
- ハンス・シュパイデル著『戦力なき戦い』読売新聞社、1954年。

## 親族
- 義弟 吉田正治（陸軍中佐）[1]